# Тайна вечеря (картина Ге)
«Та́йна вече́ря» — картина українського живописця Миколи Ґе (1831—1894), завершена 1863 року. Вона є частиною колекції Державного російського музею в Санкт-Петербурзі (інв. Ж-4141). Розмір картини — 283 × 382 см.
Микола Ґе працював над цим полотном у 1861—1863 роках у Флоренції під час його пенсіонерської поїздки закордон. Після того як Ґе привіз картину до Петербурга, вона експонувалася на Академічній виставці 1863 року. Рада Академії мистецтв високо оцінила майстерність художника, проявлену ним при написанні картини, і надала йому звання професора історичного живопису, а саме полотно придбав імператор Олександр II для музею Академії мистецтв.
На картині зображена тайна вечеря — описана в Новому Заповіті остання трапеза Ісуса Христа з його дванадцятьма апостолами, під час якої він передбачив, що один з них — Юда Іскаріот — зрадить його. Цей сюжет був популярним серед митців у галузі християнського мистецтва — свої версії зображення останньої вечері Ісуса Христа, серед решти, створили Леонардо да Вінчі, Сальвадор Далі, Доменіко ді Бігорді, Андреа дель Кастаньйо.
Картину спіткав успіх, її багато обговорювали, але ставлення критиків до неї різнилося: одні схвалювали новаторське трактування євангельського сюжету, а інші, водночас, вважали, що образи Христа та апостолів є занадто далекими від традиційного розуміння, і вони написані недостатньо переконливо.
Микола Ґе створив щонайменше два зменшених авторських повторення картини, одне з яких належить до колекції Державної Третьяковської галереї, а інше перебуває в Саратовському державному художньому музеї імені Радищева.

## Передумови

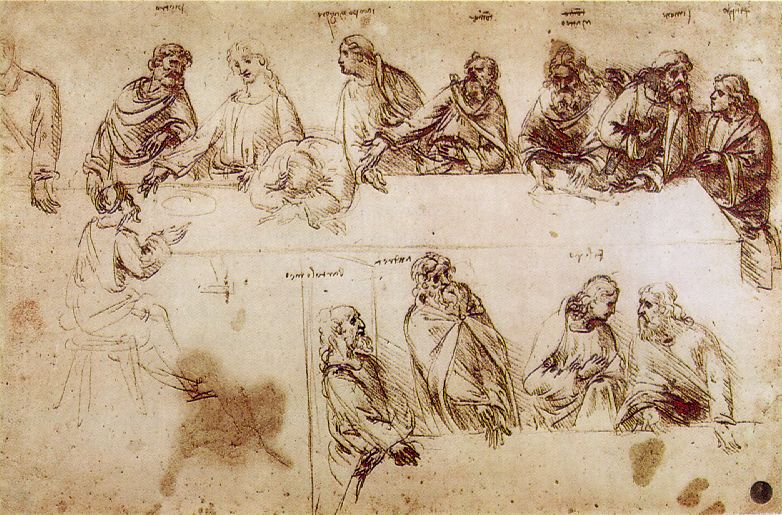
Леонардо да Вінчі. Штудія композиції «Тайної вечері», бл. 1495—1497 рр., Венеція, Художня академія.

Тайна вечеря Ісуса та дванадцяти апостолів завжди була популярною темою в християнському мистецтві, часто — в рамках циклу про життя Христа. Перші зображення тайної вечері беруть початок ще з раннього християнства, їх приклади можна зустріти в римських катакомбах.
Зображення останньої вечері Ісуса Христа створювали як в східній, так і в західній церквах. Відтак сюжет тайної вечері набув надзвичайної популярності в художників італійського відродження. Надалі це був один з основних сюжетів лютеранських вівтарних картин ще кілька десятків років після реформації.
У добу кватроченто багатьма митцями було створено декілька композицій «Тайної вечері». Серед значущих зразків — композиція, створена Андреа дель Кастаньйо (бл. 1421 — † 1457). Він напружено працював і довго вивіряв розташування персонажів картини, подбав про декоративність твору так, наче працював непересічний художник-декоратор. Власну композицію на цей же сюжет створив і Доменіко ді Бігорді.
Існує справжня бібліотека матеріалів про створення композиції «Тайної вечері» художником Леонардо да Вінчі. Обмірковуючи майбутню «Тайну вечерю», Леонардо не тільки виконував нариси, але й записував свої думки про дії окремих учасників цієї сцени: «Той, що пив і поставив кубок на місце, звертає голову до того, що говорить, інший з'єднує пальці обох рук і з насупленими бровами дивиться на свого товариша, інший показує долоні рук, підносить плечі до вух і висловлює здивування ротом…»
Картина Сальвадора Далі об'єднує типові християнські теми з модерновими сюрреалістичними підходами та містить геометричні елементи симетрії та полігональної пропорції.

## Історія
Будучи пенсіонером Імператорської Академії мистецтв (ІАМ), Микола Ґе 1857 року разом зі своєю дружиною Анною Петрівною поїхав до Італії. З серпня 1857 року вони жили в Римі, де в пари народилось двійко синів — Микола (30 вересня 1857 року) та Петро (21 серпня 1859 року). 1860 року подружжя переїхало до Флоренції. Там же ж у серпні 1861 року Ґе розпочав роботу над картиною «Тайна вечеря». До цієї теми, сюжет якої зацікавив його «присутністю драми», Ґе дійшов унаслідок перечитування Євангелія, а також ознайомлення з книгою Давида Фрідріха Штрауса «Життя Ісуса». Сам художник писав: «Приїхавши з Рима до Флоренції, я <…> читав твори Штрауса й почав розуміти Святе Письмо в сучасному осмисленні, з погляду мистецтва.»
Через роботу над новою картиною художнику довелось переглянути свої плани, про які він раніше повідомив Академії мистецтв. 16 лютого 1862 року Микола Ґе повідомив Раді ІАМ, що «призупиняє роботу над картиною „Руйнування Єрусалимського Храму Тітом“ і надішле нову картину „Тайна вечеря“». Ескіз незавершеної картини «Руйнування Єрусалимського храму», яку згадує Ґе, зберігається в Третьяковській галереї (1859, полотно, олія, 61,7 × 75 см, інв. 2609).
Під час роботи над «Тайною вечерею» Микола Ґе декілька разів перепрацьовував її композицію. Про це, зокрема, свідчать спогади художниці Катерини Юнґе, яка жила у Флоренції взимку 1861—1862 років і провідувала майстерню Ґе. З погляду загальноприйнятої іконографії початкова композиція картини була традиційнішою, ніж у своєму кінцевому варіанті: зокрема, стіл стояв паралельно краю полотна, а апостоли були розміщені довкола стола правильним півколом. Юнге так описувала цю версію полотна:
|  | Положення Христа на попередній картині було те ж, що й зараз, але вираз обличчя був м'якшим. Іван Богослов сидів на ложі, тож Христа було видно гірше; Апостол Петро сидів так само; яскравої плями на скатертині не було. <...> Юда стояв майже в профіль, гордо закинувши плащ за ліве плече, і малювався не такою темною плямою, як зараз, а був написаний у сіруватих півтонах <…> і в позі, і в драперії носив відбиток академізму, скидався більше на ображеного патриція чи ідальго, ніж на єврейського простолюдина. Фігура ця не вписувалась у загальний характер картини. |

Відтак Ґе двічі переписував картину. Можливо, проміжному варіантові відповідає ескіз, який наразі міститься в Дніпропетровському художньому музеї (1862, папір, туш, перо, 10,5 × 14.5 см, інв. Г-746). Художник Олександр Куренной у своїх спогадах наводив розповідь про те, як появився кінцевий варіант картини:
|  | Коли я писав «Тайну вечерю», то вночі ходив зі свічкою дивитись на картину. Усю групу «Тайної вечері» з кутом кімнати я зліпив з глини. <…> Якось вночі прийшов подивитись на картину і поставив свічку в іншому місці й бачу, що таке освітлення на скульптурній «Тайній вечері» є кращим за те, що я написав. Уся група була дана в іншому повороті, і Юда стояв посередині картини. Я відразу взяв крейду, намалював на полотні й почав писати по цілком завершеній картині і до виставки залишалось лише 3 тижні. Перша картина була написана старанно та завершено, а цю писав швидко та вільно... |

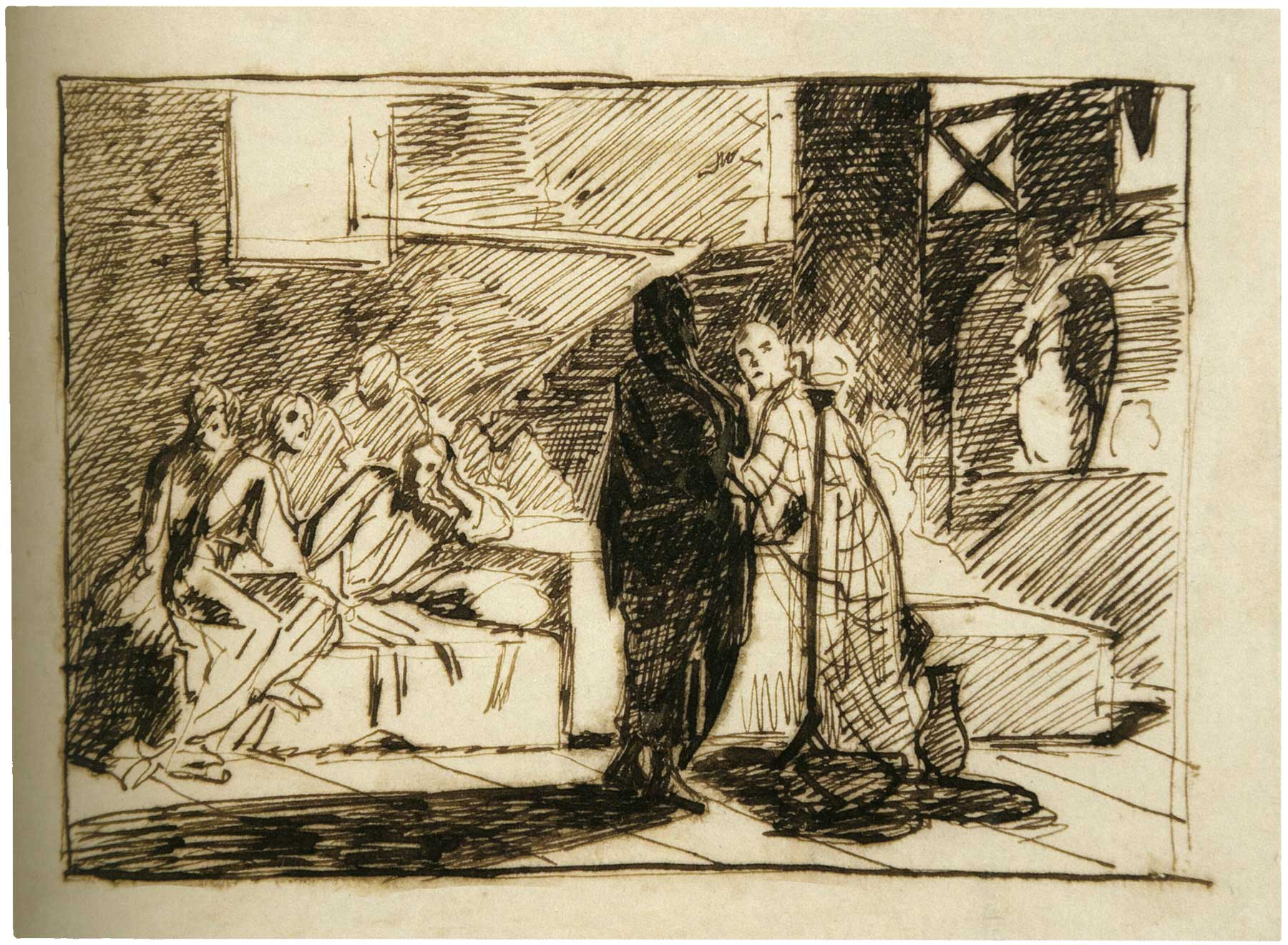
Микола Ґе. Малюнок до композиції. Дніпропетровський художній музей.

Микола Ґе привіз кінцевий варіант «Тайної вечері» в Петербург і 7 вересня 1863 року презентував її раді ІАМ як звіт за свою пенсіонерську поїздку в Італію. Рада Академії високо оцінила майстерність художника та надала йому звання професора історичного живопису (яке було вище, ніж звання академіка ІАМ) за картину, «яка виконана з особливим мистецтвом і сильним психічним виразом». Починаючи з 13 вересня 1863 року картина експонувалась на Академічній виставці в Петербурзі, а 12 лютого 1864 року полотно придбав Олександр II для музею Академії мистецтв — за картину було заплачено 10 тисяч рублів сріблом.
На Академічній виставці 1863 року картину «Тайна вечеря» спіткав великий успіх: за деякими оцінками, «жодна картина російського художника після „Останнього дня Помпеї“ К. П. Брюллова не збирала такої великої публіки та таку кількість відгуків у пресі». При цьому спостерігалась значна поляризація думок: одні критики «люто відкидали» цю картину, а інші її «гучно прославляли».
1867 року картина «Тайна вечеря» експонувалась на Всесвітній виставці в Парижі, де, окрім неї, в російському художньому павільйоні були виставлені «Княжна Тараканова» Флавіцького, «Остання весна» Клодта та «Портрет Ф. П. Толстого» Зарянко. Микола Ґе був присутній на цій виставці, провівши в Парижі квітень і травень 1867 року.
1897 року картину передали з Академії мистецтв у створений тоді Російський музей імператора Олександра III (нині — Державний російський музей). За спогадами Олександра Бенуа після відкриття музею в 1898 році картину виставили в Михайлівському палаці в одному залі з картинами «Останній день Помпеї» та «Облога Пскова» Брюллова, «Мідний змій» і «Смерть Камілли, сестри Гораціо» Бруні, «Явлення Христа Марії Магдалині після воскресіння» Іванова, «Християнські мученики в Колізеї» Флавіцького та ще декількома творами Айвазовського. У каталозі Російського музею 1917 року картина фігурувала під назвою «Остання вечеря Христа з його учнями». Наразі полотно виставлене в залі № 26 Михайлівського палацу, де, окрім нього, містяться інші відомі картини Ґе, як-от «Саул в Аендорської чаклунки», «Вихід Христа з учнями в Гефсиманський сад», портрети Л. М. Толстого і М. Є. Салтикова-Щедріна, а також авторське повторення картини «Петро I допитує царевича Олексія Петровича в Петергофі».

## Опис і сюжет
Тайна вечеря — описана в Новому Заповіті остання трапеза Ісуса Христа з його дванадцятьма учнями-апостолами, під час якої він передрік, що один з них — Юда Іскаріот — зрадить його. Вважається, що улюбленим Євангелієм Ґе було Євангеліє від Івана, де події, пов'язані з тайною вечерею, описані так:
|  | 21 Промовивши це, затривожився духом Ісус, і освідчив, говорячи: Поправді, поправді кажу вам, що один із вас видасть Мене!… 22 І озиралися учні один на одного, непевними бувши, про кого Він каже. 23 При столі, при Ісусовім лоні, був один з Його учнів, якого любив Ісус. 24 От цьому кивнув Симон Петро та й шепнув: Запитай, хто б то був, що про нього Він каже? 25 І, пригорнувшись до лоня Ісусового, той говорить до Нього: Хто це, Господи? 26 Ісус же відказує: Це той, кому, умочивши, подам Я куска. І, вмочивши куска, подав синові Симона, Юді Іскаріотському!… 27 За тим же куском тоді в нього ввійшов сатана. А Ісус йому каже: Що ти робиш, роби швидше… 28 Але жаден із тих, хто був при столі, того не зрозумів, до чого сказав Він йому. 29 А тому, що тримав Юда скриньку на гроші, то деякі думали, ніби каже до нього Ісус: Купи, що потрібно на свято для нас, або щоб убогим подав що. 30 А той, узявши кусок хліба, зараз вийшов. Була ж ніч. |

Сюжет, пов'язаний з тайною вечерею, можна зустріти на картинах багатьох відомих художників. Перебуваючи в Італії, Ґе мав можливість побачити деякі з цих творів в оригіналі — зокрема, в Мілані перебувала знаменита фреска Леонардо да Вінчі, а у Венеції — картина Тінторетто. Трактування подій, запропоноване Ґе, відрізнялось від канонічної інтерпретації. Як писала мистецтвознавець Алла Верещагіна, «Ґе віднайшов свій шлях: головною стала тема розколу серед колишніх однодумців». За словами Тетяни Карпової «у зраді Юди художник побачив не низький вчинок зрадника, а протест проти вчення Христа».

Сам художник так розказував про те, як йому спала ідея написати цю картину:
|  | Я побачив там горе Спасителя, який втрачає назавжди учня — людину. Поблизу нього лежав Іван: він усе зрозумів, але не вірить у можливість такого розриву; я побачив Петра, що підхопився, тому що він теж зрозумів усе й обурився — він палка людина; побачив я, зрештою, і Юду: він обов'язково піде. Ось, зрозумів я, що мені є дорожчим за моє життя, ось той, в слові якого не я, а всі народи потонуть. Що ж! Ось вона картина! За тиждень була підмальована картина, в теперішню величину, без ескіза. |

У правій частині полотна розташований темний силует Юди, що йде. Зображений проти світла, він ніби-то протиставлений тим, хто залишається в освітленому приміщенні. За словами Алли Верещагіної, це має символічне значення: «Чорну справу зради втілює темна фігура освітленого зі спини Юди. Світло ж об'єднує групу однодумців». З апостолів, що залишились, ліворуч стоїть Іван, а праворуч — Петро, які «ледь нахилившись до центру, утворюють своєрідну „арку“ над напівлежачим Христом». За ними, в глибині приміщення, сидить решта апостолів.
Ісус Христос виділений не лише композиційно, але й своєю глибокою задумливістю, яка «контрастує з хвилюванням оточення: Юдою, що демонстративно йде, з Петром, що підхопився, зі зляканим Іваном, що піднявся, і учнями, що збентежено перемовляються». Він глибоко переживає руйнування ідеалів і гіркоту розчарування, розуміючи, що його учень безповоротно відмовляється від його заповідей. Бездіяльність Христа — знак не лише глибокої печалі та покірності долі, але й «усвідомленої жертовності».
|  |  |  |

Вважається, що при написанні образу Христа Ґе використовував фотопортрет Олександра Герцена, створений відомим фотографом Сергієм Левицьким. Письменник Володимир Порудоминський також висловлював здогадку, що саме ця фотографія «сформувала задум» картини «Тайна вечеря». Мистецтвознавець Наталія Зограф доказує, що це не так: хоча фотокартку зробили в Парижі 1861 року, доставлена вона була з Лондона до Флоренції (можливо, О. О. Бакуніним, братом анархіста Михайла Бакуніна) лише в лютому 1862 року, тобто вже після початку роботи над картиною.
Окрім цього, при написанні Христа Ґе використовував намальовані олівцем портрети оперного співака Геннадія Кондратьєва та симбірського поміщика Петра Грибовського. Мистецтвознавець Тетяна Горіна у своїй книжці про Ґе в цьому аспекті згадує лише зображення Герцена та Кондратьєва. Вона пише, що Ґе «скористувався фотографією Герцена, який був для нього ідеалом письменника-громадянина», але водночас «якоюсь мірою прообразом для Христа послугував і портрет співака Кондратьєва». Мистецтвознавець зауважує, що «реальні обриси Герцена та Кондратьєва значно перероблені в картині, вони піддані узагальненню та героїзації». У своєму пізнішому дослідженні Наталія Зограф з-проміж фотографічного портрета Герцена згадує портрети олівцем Грибовського та Кондратьєва, «виконані у зв'язку з роботою над образом Христа».
Апостола Петра Микола Ґе писав із себе самого, а голову Івана — зі своєї дружини Анни Петрівни.

## Етюди та повторення
У Державному російському музеї перебуває етюд цієї картини — «Голова Івана Богослова» (полотно, олія, 36 × 31 см, інв. Ж-4148), що надійшов туди 1920 року з колекції О. О. Коровіна.
Ще два етюди перебувають у збірці Державної Третьяковської галереї — «Голова Юди» (полотно, олія, 48,5 × 38.2 см, початок 1860-х, інв. 10350) і «Голова Апостола Андрія» (папір на полотні, олія, 49 × 38 см, початок 1860-х, інв. 11062). Перший з них придбав В. Ф. Франкетті 1928 року, а другий надійшов з музею Остроухова в 1929 році, побувавши до цього в колекціях О. Ф. Петрова (до 1903 року) і І. С. Остроухова.
|  |  |  |

Окрім цього, відомо про існування ще двох етюдів до цієї картини — «Голова Юди» та «Етюд голови», чорно-білі зображення яких були наведені в альбомі творів Ґе, виданому його сином Миколою 1904 року. Наразі місце перебування цих етюдів залишається невідомим.
Існує декілька зменшених авторських повторень цього полотна. Одне з них, датоване 1864 роком, перебуває в Саратовському державному художньому музеї імені Радищева (полотно, олія, 67 × 90 см, інв. Ж-849). Спочатку воно перебувало в Аничковому палаці, відтак перейшло до Державного російського музею, а 1928 року його передали до Саратовського художнього музею. Інше зменшене повторення, датоване 1866 роком, належить до колекції Державної Третьяковської галереї (полотно, олія, 66,5 × 89.6 см, інв. 5228). Його було написано на замовлення відомого підприємця та колекціонера Козьми Солдатьонкова. Після його смерті 1901 року колекція відповідно до заповіту перейшла музею ім. Румянцева, а після його розформування 1925 року картина надійшла до Третьяковської галереї.

## Відгуки та критика

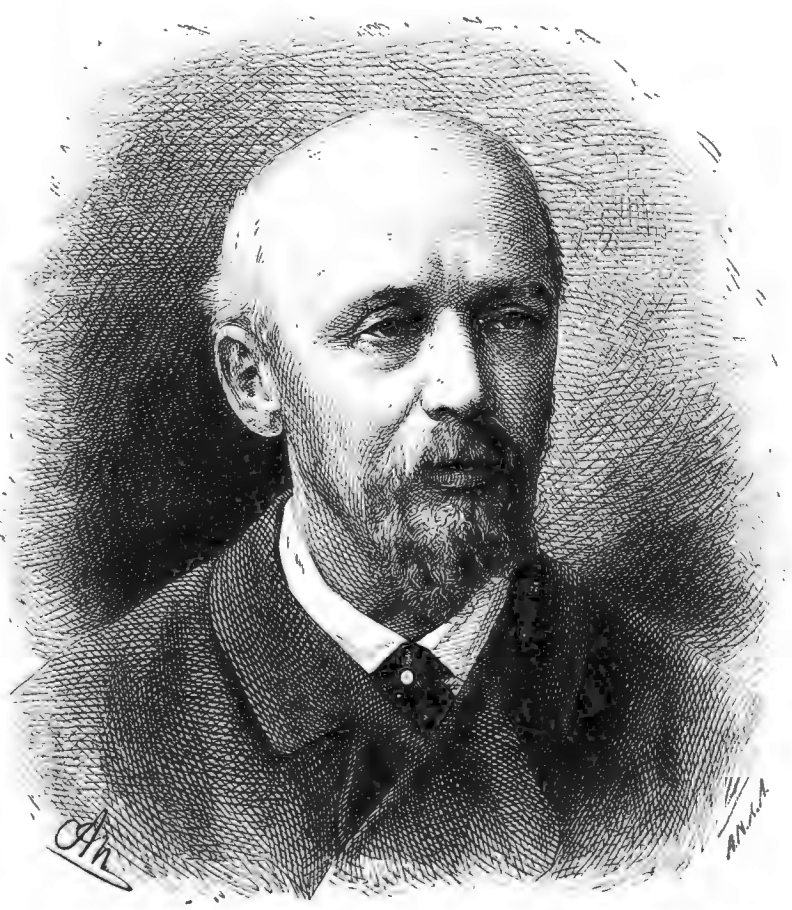
Літературний критик Микола Ахшарумов позитивно прокоментував «Тайну вечерю»

Письменник і критик Михайло Салтиков-Щедрін писав у статті, присвяченій картині Ґе, що «глядач не може ні на хвилину засумніватись, що тут відбулося щось незвичайне, що перед очима його відбувається останній акт однієї з тих драм, які звіддаля готуються та дозрівають і зрештою вириваються назовні з усім запасом гіркоти, докорів і непохитної ненависті».
Літературний критик і письменник Микола Ахшарумов зауважив, що «у цілій картині ніяких ознак театральності, що холодно цілить на ефект, чи сухої, академічної удаваності та манірності», тож, на його думку, «загальне враження картини перш за все є реальним, а другою чергою — драматичним».

З іншого боку, художній критик Володимир Стасов писав, що «головні мотиви вибраного завдання зрозумілі в нього [Ґе] слабо або неправильно». Зокрема, Стасов зауважив недостатню переконливість образу Христа:
|  | Його Христос не містить у собі ні одного з тих високих якостей, під впливом яких у світі здійснився переворот безпрецедентний, нечуваний: перед нами, представлена лише слабка, безхарактерна людина, майже загублена в якійсь видуманій, бог знає звідки взятій суперечці; перед чим же зміг до такого рівня впасти духом та засумувати Той, Хто явився для всесвітнього перевороту? |

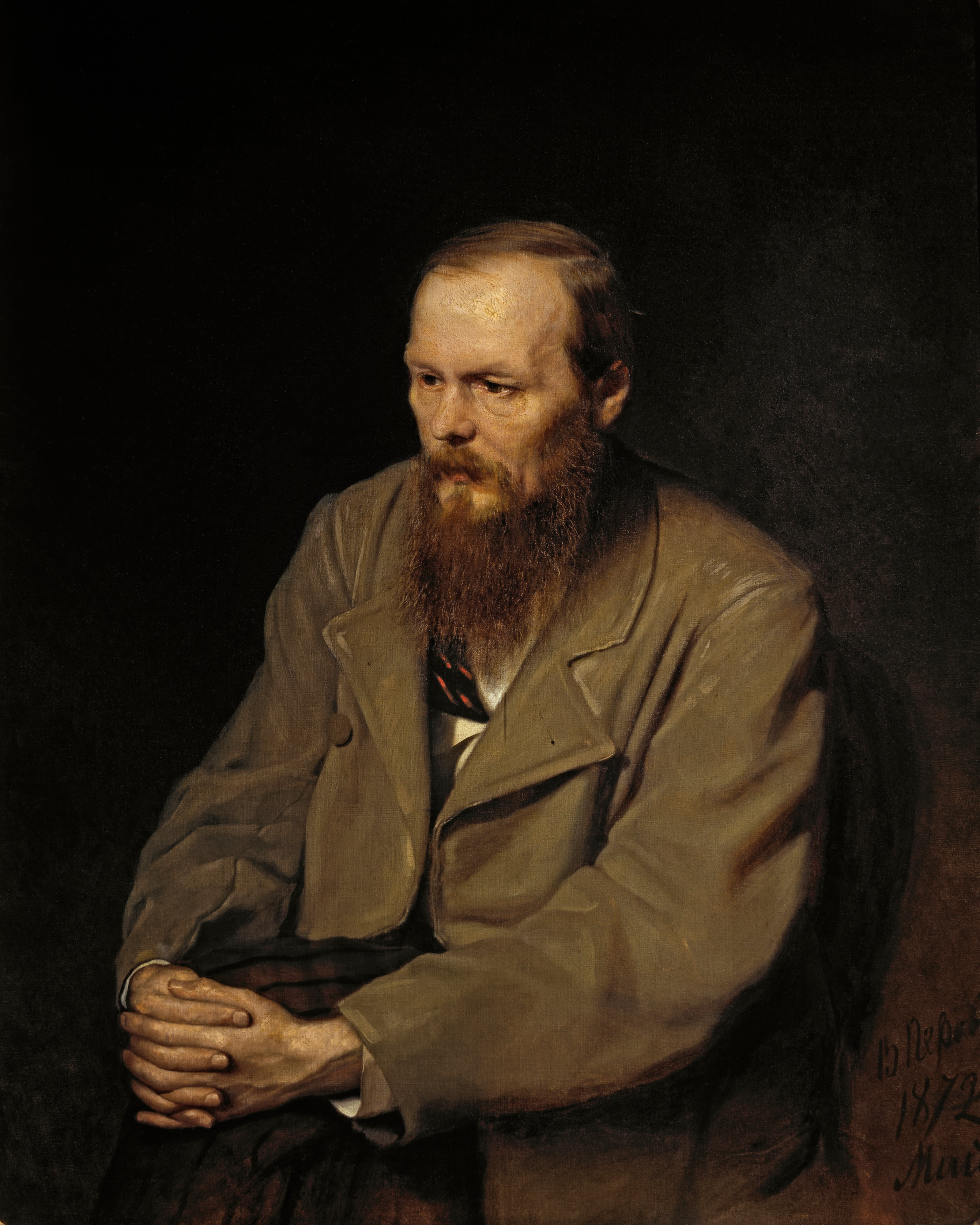
Федір Достоєвський розкритикував картину «Тайна вечеря», вказавши на її невідповідність реальності

З критикою відгукнувся про картину й Федір Достоєвський. У своїй статті «Щодо виставки», написаній 1873 року, він зауважив:
|  | Зі своєї «Тайної вечері», наприклад, що наробила колись стільки шуму, він [Ґе] створив довершений жанр. Придивіться уважніше: це звичайна суперечка досить звичайних людей. <…> Тут зовсім нічого не пояснено, тут немає історичної правди; тут навіть і правди жанру немає, тут усе фальшиве. З якої б ви не захотіли судити точки зору, подія ця не могла так відбутись: тут же ж все відбувається зовсім невідповідно та непропорційно до майбутнього. <…> У картині ж пана Ґе просто посварились якісь добрі люди; вийшла фальш та упереджена ідея, а всяка фальш є брехня та вже цілком не реалізм. |

Мистецтвознавець Андрій Сомов писав, що «Ґе повернувся до чистого джерела мистецтва і приніс до російського живопису живий струмінь, який повинен освіжити поблідлий історичний рід живопису та показати, що історія і панівний у нашій школі жанр не підлягають різкому розмежуванню». Відтак він зауважив, що Ґе «подивився на завдання історичного живописця здоровими очима та зрозумів, що такий живописець не повинен бути звичайним ілюстратором історичної розповіді, а зобов'язаний читати між рядків і передавати не так зовнішній факт, як дух епохи та її загальнолюдське значення». За словами Сомова, «у цьому аспекті в пана Ґе є лише один попередник — безсмертний Іванов».
Колекціонер і меценат Павло Третяков жалкував, що йому не вдалось роздобути цю картину для своєї збірки. У листі художнику Іванові Крамському від 5 лютого 1881 року він писав: «Зі всього виставленого в Академії яскраво виділяється та панує (окрім етюдів Іванова) картина Ґе. Шкода, що вона в Академії — не там би їй місце! Чудесна картина!».
Письменник Лев Толстой вважав «Тайну вечерю» «найчудовішою» картиною художника, зауваживши, що «відбулась дивна штука: його власне уявлення про останній вечір Христа з учнями збіглося з тим, що передав у своїй картині Ґе».
Високо оцінив картину Ґе й художник Ілля Рєпін. У своїй автобіографічній книзі «Далеке близьке» він писав: «Люди шістдесятих років пам'ятають велику славу Ґе та величезне враження, створене його картиною „Останній вечір Христа з учнями“». Відтак він продовжив: «Не лише в нас у Росії, але, можна сміливо сказати, — у цілій Європі за всі періоди християнського мистецтва не було рівних цій картині на цю тему».